# Dhrol
Dhrol è una suddivisione dell'India, classificata come municipality, di 23.618 abitanti, situata nel distretto di Jamnagar, nello stato federato del Gujarat. In base al numero di abitanti la città rientra nella classe III (da 20.000 a 49.999 persone).

## Geografia fisica
La città è situata a 22° 34' 0 N e 70° 25' 0 E e ha un'altitudine di 25 m s.l.m..

## Società

### Evoluzione demografica
Al censimento del 2001 la popolazione di Dhrol assommava a 23.618 persone, delle quali 11.459 maschi e 12.159 femmine. I bambini di età inferiore o uguale ai sei anni assommavano a 2.741, dei quali 1.416 maschi e 1.325 femmine. Infine, coloro che erano in grado di saper almeno leggere e scrivere erano 16.249, dei quali 8.504 maschi e 7.745 femmine.